# Assemblée de la ville de Berlin
L'assemblée de la ville de Berlin (StVV) est le parlement communal de la ville de Berlin à partir de 1809. Après la division de Berlin en 1948, il continue d'exister uniquement dans la partie ouest de la ville, depuis 1950 en tant que parlement d'État de la ville-État de Berlin (ouest) sous le nom de Chambre des députés de Berlin. Berlin-Est obtient sa première assemblée de la ville en 1957.

## Royaume de Prusse
L'ordonnance communale prussienne de 1808 réglemente pour la première fois l'introduction d'une représentation populaire au niveau communal. Les parlementaires exercent leur mandat sur une base volontaire. Le suffrage censitaire lie l'éligibilité au vote au revenu et à la propriété. La condition préalable au droit de vote actif est un revenu minimum (150-200 thalers). Le droit d'éligibilité est lié à la propriété foncière pour 2⁄3 des sièges. Seuls les hommes peuvent voter.
La première réunion du StVV de Berlin a lieu le 6 juillet 1809 dans l'église Saint-Nicolas. Le 6 janvier 1870, le StVV de Berlin se réunit pour la première fois dans le nouvel hôtel de ville rouge, symbole de l'administration communale bourgeoise et de sa confiance en soi naissante - également envers les autorités de l'État prussien.

### Chefs de l'assemblée de la ville de Berlin de 1809 à 1918
- Leopold von Gerlach: 1809
- Paul Humbert: 1809–1818
- Philipp Krutisch: 1819–1820

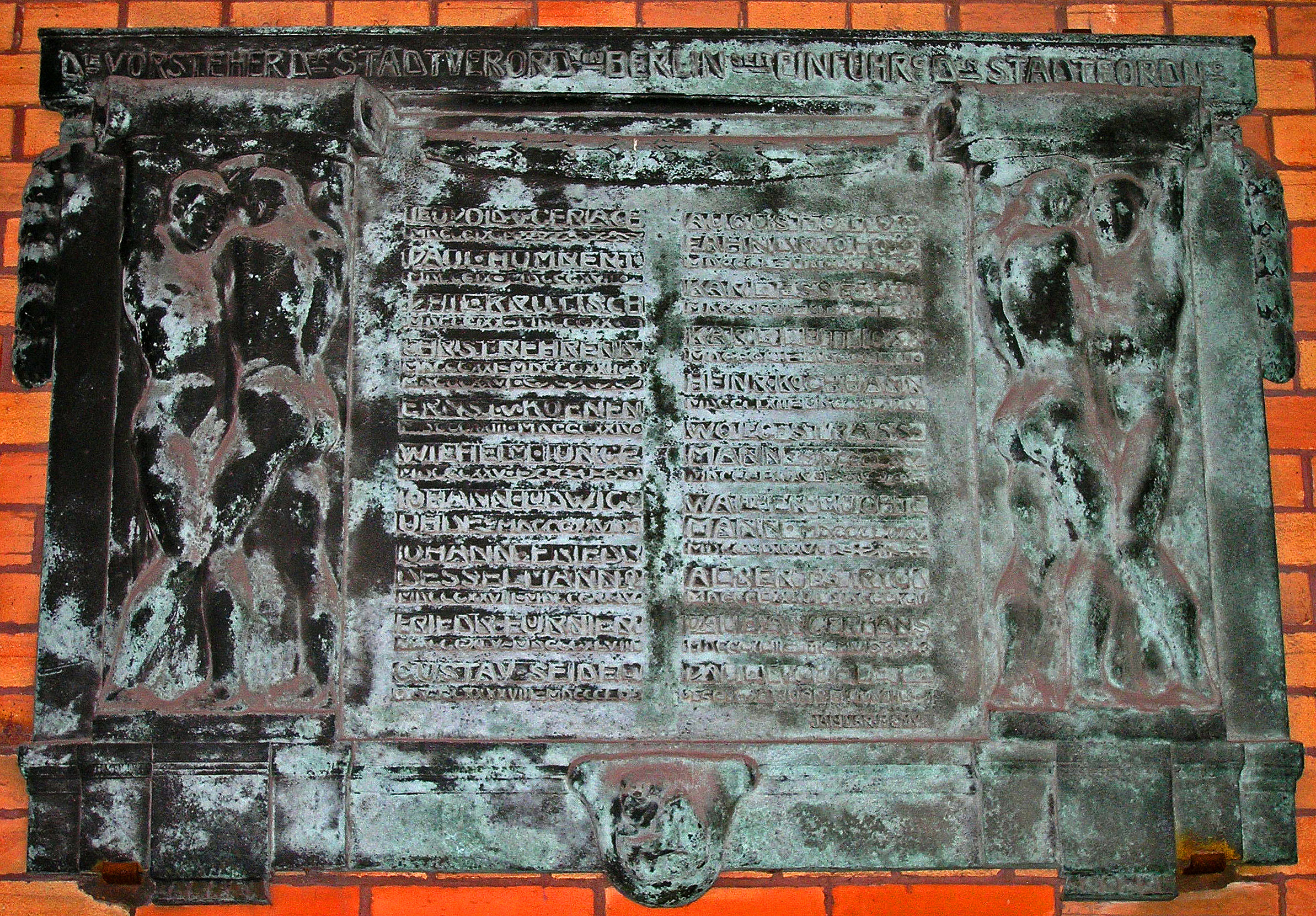
Plaque commémorative pour le chef de l'assemblée de la ville de Berlin de 1908 dans la zone d'entrée latérale de l'hôtel de ville rouge de Berlin

- Christian Behrendt: 1821–1822, 1826
- Ernst von Koenen: 1823–1824
- Wilhelm Junge: 1825
- Johann Ludwig Uhde: 1827
- Johann Friedrich Dasselmann: 1828–1844
- Friedrich Fournier: 1845–1848
- Gustav Seidel: 1848–1850
- August Otto Fähndrich: 1850–1857
- Karl Esse: 1858–1860
- Karl Lüttig: 1860–1862
- Friedrich Kochhann: 1863–1874
- Wolfgang Straßmann (de): 1875–1885
- Walter Büchtemann (de): 1885–1886
- Albert Stryck: 1886–1893
- Paul Langerhans senior: 1893–1908
- Paul Michelet (de): 1908–1918

À l'hôtel de ville rouge, des plaques commémoratives commémorent encore la première réunion du StVV dans le nouveau bâtiment (dans la cour intérieure) et -à peine lisible– à tous les chefs de l'assemblée de 1809 à 1908 (à gauche dans le passage de l'entrée latérale est, Jüdenstraße (de) 1, à la cour intérieure).

## État libre de Prusse
Dans l'État libre de Prusse, des élections libres au StVV ont lieu pour la première fois. En 1920, Berlin s'agrandit considérablement pour devenir le Grand Berlin avec la "loi sur la formation d'une nouvelle ville de Berlin".

### Chef de l'assemblée de la ville de Berlin de 1918 à 1933
- Paul Michelet (de) : jusqu'en 1919
- Hermann Weyl (de) (USPD) et Hugo Heimann (de) (SPD) : 1919-1920
- Wilhelm Caspari (de) (DVP): 1921–1924
- Johannes Hass (de) (SPD): 1924-1933
- Karl Spiewok (NSV): 1933

### Élections à l'assemblée de la ville de Berlin
Cette liste contient les résultats des élections au StVV de Berlin dans la république de Weimar.

#### Élections communales de 1919 à Berlin(de)
| Parti   | Résultats | Sièges | Graphique      |
| ------- | --------- | ------ | -------------- |
| USPD    | 33,0 %    | 47     | Sitzverteilung |
| SPD     | 31,8 %    | 46     | Sitzverteilung |
| DDP     | 14,5 %    | 21     | Sitzverteilung |
| DNVP    | 10,5 %    | 16     | Sitzverteilung |
| Zentrum | 5,7 %     | 8      | Sitzverteilung |
| DVP     | 4,6 %     | 6      | Sitzverteilung |

#### Élections communales de 1920 à Berlin(de)
| Parti | Résultats | Sièges | Graphique      |
| ----- | --------- | ------ | -------------- |
| USPD  | 38,5 %    | 48     | Sitzverteilung |
| DVP   | 17,8 %    | 40     | Sitzverteilung |
| SPD   | 17,2 %    | 17     | Sitzverteilung |
| DNVP  | 11,4 %    | 9      | Sitzverteilung |
| DDP   | 7,1 %     | 4      | Sitzverteilung |

#### Élections communales de 1921 au Grand Berlin(de)
| Parti    | Résultats | Sièges | Graphique      |
| -------- | --------- | ------ | -------------- |
| SPD      | 20,5%     | 46     | Sitzverteilung |
| USPD     | 19,2%     | 43     | Sitzverteilung |
| DNVP     | 18,6%     | 41     | Sitzverteilung |
| DVP      | 15,5%     | 35     | Sitzverteilung |
| KPD      | 9,5%      | 21     | Sitzverteilung |
| DDP      | 7,4%      | 17     | Sitzverteilung |
| WP       | 5,1%      | 12     | Sitzverteilung |
| Zentrum  | 3,7%      | 8      | Sitzverteilung |
| DSP (de) | 0,7%      | 1      | Sitzverteilung |

#### Élections communales de 1925 au Grand Berlin(de)
| Parti   | Résultats | Sièges | Graphique      |
| ------- | --------- | ------ | -------------- |
| SPD     | 32,6 %    | 73     | Sitzverteilung |
| DNVP    | 20,8 %    | 47     | Sitzverteilung |
| KPD     | 18,8 %    | 43     | Sitzverteilung |
| DDP     | 9,3 %     | 21     | Sitzverteilung |
| DVP     | 6,0 %     | 14     | Sitzverteilung |
| WP      | 4,0 %     | 10     | Sitzverteilung |
| Zentrum | 3,4 %     | 8      | Sitzverteilung |
| DVFP    | 1,5 %     | 3      | Sitzverteilung |
| DSP     | 1,4 %     | 3      | Sitzverteilung |
| EGB     | 0,9 %     | 2      | Sitzverteilung |
| USPD    | 0,8%      | 1      | Sitzverteilung |

#### Élections communales de 1929 au Grand Berlin(de)
| Parti   | Résultats | Sièges | Graphique      |
| ------- | --------- | ------ | -------------- |
| SPD     | 28,4 %    | 64     | Sitzverteilung |
| KPD     | 24,6 %    | 56     | Sitzverteilung |
| DNVP    | 17,6 %    | 40     | Sitzverteilung |
| DVP     | 6,7 %     | 16     | Sitzverteilung |
| DDP     | 6,0 %     | 14     | Sitzverteilung |
| NSDAP   | 5,8 %     | 13     | Sitzverteilung |
| WP      | 4,4 %     | 10     | Sitzverteilung |
| Zentrum | 3,6 %     | 8      | Sitzverteilung |
| CVD     | 1,3 %     | 3      | Sitzverteilung |
| DVFB    | 0,3 %     | 1      | Sitzverteilung |

#### Élections communales de 1933 au Grand Berlin(de)
| Parti   | Résultats | Sièges | Graphique      |
| ------- | --------- | ------ | -------------- |
| NSDAP   | 38,3 %    | 86     | Sitzverteilung |
| SPD     | 22,0 %    | 50     | Sitzverteilung |
| KPD     | 19,5 %    | 44     | Sitzverteilung |
| DNVP    | 12,1 %    | 27     | Sitzverteilung |
| Zentrum | 2,7 %     | 11     | Sitzverteilung |
| DStP    | 2,1 %     | 4      | Sitzverteilung |
| DVP     | 0,7 %     | 2      | Sitzverteilung |
| CSVD    | 0,6 %     | 1      | Sitzverteilung |

## Période du national-socialisme
Le 27 juin 1933 a lieu la dernière séance de la StVV berlinoise. Le 15 mars déjà, la magistrature élue de Berlin est dissoute et le conseiller Lippert (NSDAP) est nommé commissaire d'État par le ministre prussien de l'Intérieur Göring (NSDAP).

## Période d'après-guerre

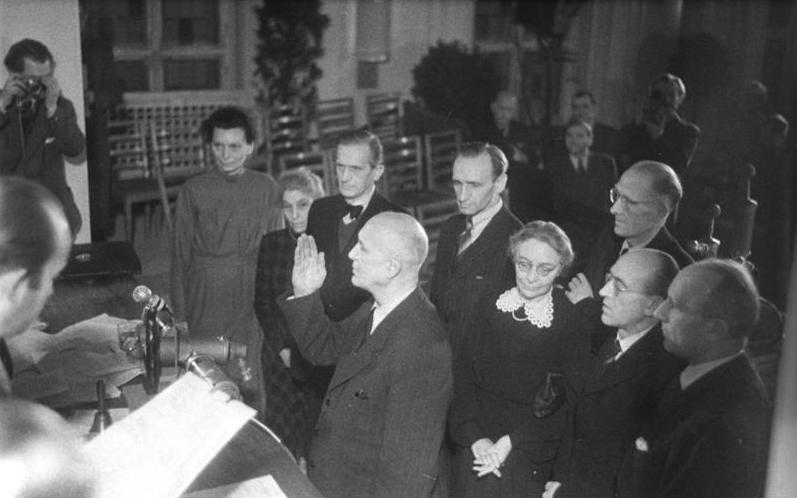
1re séance de l'assemblée du 26 novembre 1946 dans le hall du nouvel hôtel de ville sur Parochialstraße; Le maire Otto Ostrowski (SPD) pendant la prestation de serment. 1er rang de gauche à droite : Otto Ostrowski, Louise Schroeder (SPD), Paul Füllsack (SPD), Ferdinand Friedensburg (CDU). 2e rangée de gauche : Erna Maraun (SPD), Margarete Ehlert (CDU), Siegfried Nestriepke (SPD), N. N., Heinrich Acker (SED)

Le 20 octobre 1946 ont lieu les premières et dernières élections pour une assemblée de la ville de Berlin entre 1933 et la réunification de Berlin en 1990. L'élection a lieu dans le Grand Berlin, c'est-à-dire dans les quatre secteurs. Lors de cette élection, contrairement à la zone d'occupation soviétique (SBZ), le Parti socialiste unifié d'Allemagne (SED), qui a émergé sous la pression soviétique, doit également concurrencer le SPD de Berlin, qui est opposé avec succès à la fusion forcée du SPD et du KPD. pour former le SED. L'élection se termine par une victoire du SPD (48,7 % ; 63 des 130 sièges) et un fiasco pour le SED (19,8 % ; 26 places). Selon Hermann Weber, les élections ont montré que le SED, en concurrence avec le SPD et avec des élections libres, « n'a aucune chance d'atteindre l'hégémonie à laquelle il aspirait ».
| Parti politique | SPD    | CDU    | SED    | LDP   |
| --------------- | ------ | ------ | ------ | ----- |
| Résultats       | 48,7 % | 22.2 % | 19.8 % | 9.3 % |

Otto Suhr (SPD) est élu mai le 26 novembre 1946 par l'assemblée.
Dans les années qui suivent, la puissance occupante soviétique (SMAD) et le SED entravent de plus en plus le travail politique des partis démocratiques à Berlin-Est. Au cours de l'année, la CDU et le LDP se séparent à la suite de la formation du Bloc démocratique. Le 11 mars 1948, le StVV décide de protester contre l'entrave au travail des partis démocrates dans le secteur Est de la ville.
Avec la fin du travail conjoint du Commandement allié par l'Union soviétique le 16 juin 1948 à la suite de la mise en œuvre de la réforme monétaire et du blocus ultérieur des secteurs occidentaux, le travail du StVV de Berlin devient de plus en plus difficile. Le 23 juin, sans être gênés par les forces de police présentes, des émeutiers mobilisés par le SED font irruption dans le Nouveau hôtel de ville de Berlin (de) et empêchent le meeting du StVV. Cela se répète plusieurs fois jusqu'au 6 avril. Le 1er septembre 1948, le StVV se déplace vers le secteur britannique à Charlottenbourg pour se réunir dans la maison des étudiants de l'Université technique. Les conseillers municipaux du SED boycottent le déménagement.
Le 30 novembre 1948, l'administration communale unifiée prend fin à Berlin. Le deuxième adjoint au maire de la ville, Ottomar Geschke (de) (SED) convoque une « assemblée extraordinaire du conseil municipal » à l'Admiralspalast dans le secteur soviétique. Les 26 conseillers municipaux du SED, 213 représentants du bloc démocratique, dont quelques conseillers municipaux de la CDU et du LDP du secteur Est, se sont réunis avec 1151 "délégués" des entreprises de Berlin-Est nommés le même jour et 224 membres du "organisations de masse". Ils déclarent la magistrature destituée et forment une "magistrature démocratique provisoire" sous le contrôle du SED avec Friedrich Ebert junior (SED) comme maire, que la puissance occupante soviétique reconnaît immédiatement comme la seule magistrature légitime de Berlin. Un vote que la RDA suit également lors de sa fondation en 1949.
Les élections communales de 1948 au Grand Berlin (de), fixée par les Alliés le 13 août 1946 dans la Constitution provisoire du Grand Berlin, ne peut avoir lieu le 5 décembre 1948 que dans les secteurs occidentaux. La SMAD n'autorise pas la tenue de l'élection à Berlin-Est. Le SPD remportée les élections avec 64,5 % des voix.
| Parti politique | SPD    | CDU    | PLD    |
| --------------- | ------ | ------ | ------ |
| Résultats       | 64,5 % | 19.4 % | 16.1 % |

Une fois de plus, le StVV élit Otto Suhr à la tête du conseil municipal. Le 1er octobre 1950, la Constitution de Berlin (Ouest) est entrée en vigueur. Elle se veut être la Constitution de l'État et prévoit donc, à la place de la StVV, un parlement régional, la Chambre des députés de Berlin. Le 3 décembre 1950, les premières élections à la Chambre des députés (de) ont lieu dans les secteurs ouest.

## RDA

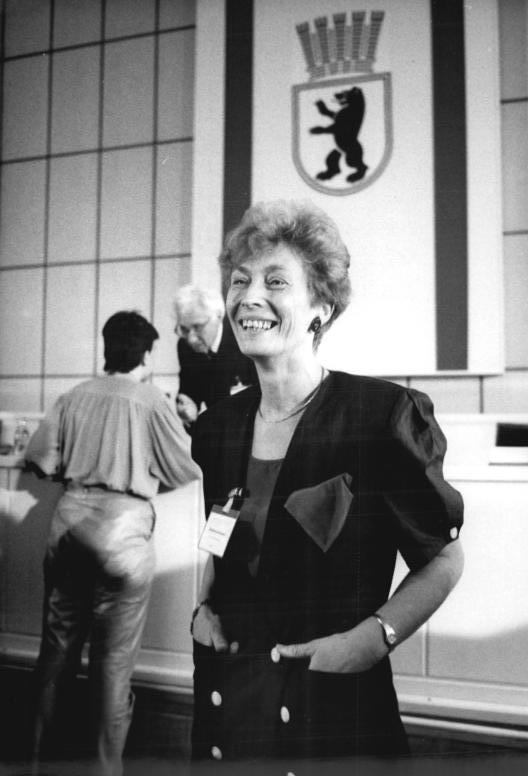
Christine Bergmann, la dernière présidente de l'assemblée de la ville de Berlin

Pendant la période de la RDA, il faut attendre 1953 pour qu'une représentation populaire du Grand Berlin remplace pour la première fois l'"assemblée de la ville extraordinaire" qui s'est séparée le jour même de sa réunion en 1948. Les représentants du peuple ont été proposés par le Bloc démocratique et confirmés par le comité permanent du Front national, sans qu'aucune élection n'ait lieu. La première "élection" de la représentation populaire du Grand Berlin a lieu en même temps que les élections à la Chambre du peuple (de) en RDA le 17 octobre 1954 sur la base de listes unitaires, qui ne font apparaître que les candidats du Front national avec leur répartition des sièges. L'importance de la représentation populaire, qui s'appelle à nouveau l'assemblée de la ville à partir de 1957, est faible. Leurs décisions suivent toujours celles du SED.
Les élections du 6 mai 1990 (de) est la dernière élection du StVV de Berlin pendant l'existence de la RDA et en même temps la seule qui corresponde aux principes électoraux démocratiques. Ce StVV décide le 11 juillet 1990 une constitution de Berlin-Est (de), qui est entrée en vigueur le 23 juillet 1990. Cette constitution prévoit également une assemblée de la ville comme représentation du peuple. Elle n'est cependant valable que pour une phase de transition de six mois. Le 11 janvier 1991, la première Chambre des députés pour l'ensemble de Berlin se constitue, remplaçant ainsi définitivement l'assemblée de la ville.